# Amália Auguszta bajor királyi hercegnő
Nem tévesztendő össze saját nővérével, Auguszta Amália bajor királyi hercegnővel (1788–1851), Eugène de Beauharnais feleségével.
Amália Auguszta (Amalie Auguste von Bayern) (München, 1801. november 13. – Drezda, Szász Királyság, 1877. november 8.) a Wittelsbach-házból származó bajor királyi hercegnő, I. Miksa bajor király leánya, Erzsébet Ludovika porosz királyné ikerhúga, I. Ferenc József és Erzsébet királyné nagynénje. 1822-től János Nepomuk szász királyi herceg (a későbbi I. János szász király) felesége, 1854–1873-ig Szászország királynéja, I. Albert és I. György szász királyok édesanyja, IV. Károly magyar király egyik dédanyja.

## Élete

### Származása, testvérei
Amália Auguszta bajor hercegnő Münchenben, a Bajor Választófejedelemség fővárosában született.
Édesapja IV. Miksa József bajor herceg, választófejedelem (1756–1825) volt, Frigyes Mihály pfalz-zweibrückeni uralkodó herceg (1724–1767) és Maria Franziska Dorothea von Pfalz-Sulzbach hercegnő (1724–1794) második fia, 1806-tól I. Miksa néven bajor király.
Édesanyja Miksa második felesége, az evangélikus vallású Karolina Friderika Vilma badeni hercegnő (1776–1841) volt, Károly Lajos badeni trónörökös herceg és Amália hessen–darmstadti hercegnő leánya, 1806. január 1-jétől az új Bajor Királyság királynéja.
Nyolc gyermekük sorában Amália Auguszta negyedikként született, de csak öten érték meg a felnőttkort.
1. Egy halva született fiú (*/† 1797)
2. Károly herceg (1800–1803), kisgyermekkorban meghalt.
3. Erzsébet Ludovika hercegnő (1801–1873), aki 1823-ban IV. Frigyes Vilmos porosz királyhoz (1795–1861) ment feleségül.
4. Amália Auguszta hercegnő (1801–1877), aki 1822-ben I. János szász királyhoz (1801–1873) ment feleségül.
5. Mária Anna Leopoldina hercegnő (1805–1877), Zsófia Friderika hercegnő ikertestvére, aki 1833-ban II. Frigyes Ágost szász királyhoz (1797–1854) ment feleségül, Szászország királynéja lett.
6. Zsófia Friderika Dorottya hercegnő (1805–1872), aki 1824-ben Ferenc Károly osztrák főherceghez (1802–1878) ment feleségül, az ő 1830-ban született fiuk lett I. Ferenc József császár és király.
7. Mária Ludovika Vilma hercegnő (1808–1892), Miksa József bajor herceg felesége, Erzsébet császárné és királyné anyja.
8. Maximiliana Jozefa hercegnő (1810–1821), gyermekként meghalt.

Édesapjának első házasságából, amelyet Auguszta Vilma Mária hessen–darmstadti hercegnővel (1765–1796), Georg Wilhelm von Hessen-Darmstadt herceg (1722–1782) és Maria Luise Albertine von Leiningen-Dagsburg-Falkenburg (1729–1818) grófnő leányával kötött, öt gyermeke született, Amália Auguszta hercegnő féltestvérei:
1. Lajos Károly Ágost herceg (1786–1868), 1825-től I. Lajos néven bajor király.
2. Auguszta Amália Ludovika hercegnő (1788–1851), aki Jozefina francia császárné első házasságából való fiához, Eugène de Beauharnais-hoz, az Itáliai Királyság francia alkirályához, Leuchtenberg hercegéhez ment férjhez.
3. Amália Mária Auguszta hercegnő (1790–1794), kisgyermekként meghalt.
4. Sarolta Auguszta Karolina hercegnő (1792–1873), akinek első férje I. Vilmos württembergi király, második férje I. Ferenc osztrák császár, magyar és cseh király lett.
5. Károly Tivadar Miksa herceg (1795–1875) tábornagy, aki a polgári származású Marie-Anne-Sophie Petin-nel (1796–1838) kötött rangon aluli házassága miatt elveszítette trónöröklési jogát.

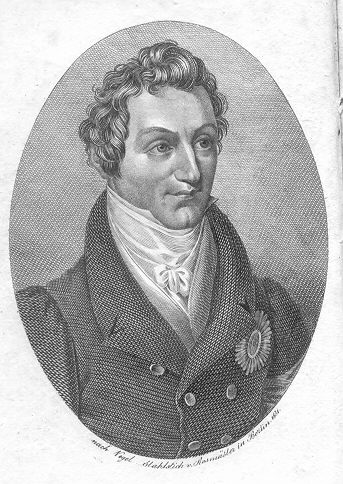
János Nepomuk szász királyi herceg (1832.)

### Házassága, gyermekei
Amália Auguszta hercegnő 1822. november 21-én, Drezdában feleségül ment a Wettin-házból való, vele egyidős János Nepomuk szász királyi herceghez (1801–1873), Miksa szász trónörökös herceg (1759–1838) és Karolina Mária Bourbon–parmai hercegnő (1770–1804) legkisebbik fiához, aki 1854-ben I. János néven Szászország királya lett.
A házasságból 9 gyermekük született (szász királyi hercegek és hercegnők):
- Mária Auguszta Friderika (1827–1857)
- Frigyes Ágost Albert (1828–1902), 1873-tól haláláig I. Albert néven Szászország királya.
- Mária Erzsébet Maximiliána (Drezda, (1830–1912), aki 1850-ben Ferdinánd Mária Albert Amadé savoya-carignani herceghez, Genova hercegéhez (1822–1855), Károly Albert szárd–piemonti király fiához ment feleségül.
- Frigyes Ágost Ernő (1831–1847)
- Frigyes Ágost György (1832–1904), 1902–1904 között I. György néven Szászország királya.
- Mária Szidónia (1834–1862)
- Anna Mária (1836–1859), aki 1856-ban IV. Ferdinánd toszkánai nagyherceg első felesége lett,
- Margit Karolina (1840–1858), aki 1856-ban Habsburg–Lotaringiai Károly Lajos főherceg első felesége lett,
- Zsófia Mária (1845–1867), aki 1865-ben Károly Tivadar bajor herceghez, Erzsébet királyné öccséhez ment feleségül.

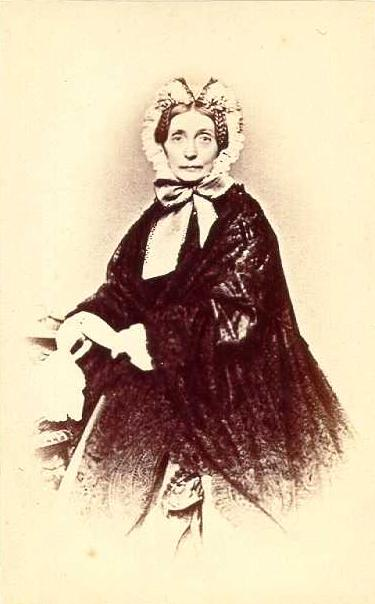
Az idős Amália Auguszta, Szászország királynéja

### Útja a trón felé
1832-ben elhunyt fiatal sógornője, a 31 éves Mária Karolina koronahercegné. A gyermektelenül megözvegyült Frigyes Ágost koronaherceg 1833-ban ismét megnősült, ezúttal Amália Auguszta hercegnő húgát, Mária Anna hercegnőt vette feleségül, a két egytestvér szász királyi herceg felesége tehát a két egytestvér bajor hercegnő volt.
1836-ban az idős Antal király elhunyt. Öccse, Miksa herceget már korábban, 1830-ban lemondatták trónigényéről, így a király unokaöccse, II. Frigyes Ágost örökölte a trónt. Amália Auguszta húga, Mária Anna Szászország királynéja lett. Mivel II. Frigyes Ágost második házassága is gyermektelennek látszott, János Nepomuk herceg trónörökössé lépett elő. 1850-ben Amália Auguszta vette át a Drezdai Nőegylet (Frauenverein zu Dresden) elnöki tisztségét. Ezt a jószolgálati szervezetet még húga, Mária Anna királyné alapította.
1854-ben II. Frigyes Ágost király egy váratlan baleset következtében életét veszítette, utód hátrahagyása nélkül. A Szász Királyság trónját öccse, az 53 éves János Nepomuk herceg örökölte, I. János király néven. Amália Auguszta hercegnő 53 éves korában Szászország királynéja lett, megözvegyült húga helyett.
1859-ben Auguszta Amália királyné, a délkelet-szászországi nőegyletek szervezetének fővédnöke, átszervezte és szilárd jogi alapokra helyezte a Nőegyletek Központi Bizottságát („Zentralausschuß der obererzgebirgischen und vogtländischen Frauenvereine”), amely egészen 1932-ig fennállt, és csak a náci hatalomátvétel idején szűnt meg.

### Családi tragédiák
Férje, I. János király 1873. október 29-én elhunyt. Trónját legidősebb fia, Albert király örökölte. Néhány héttel később, december 14-én elhunyt az özvegy Amália Auguszta saját ikernővére is, az 1861-ben megözvegyült Erzsébet Ludovika porosz királyné, aki éppen Drezdában tartózkodott, hogy húgának támaszt nyújtson. Amália Auguszta királyné 1877. szeptember 13-án elveszítette másik húgát, Mária Annát is, elődjét a szász királynéi méltóságban.
Két hónappal később, 1877. november 8-án, 76 éves korában maga Amália Auguszta is elhunyt Drezdában. A drezdai Szentháromság Székesegyházban (Katholische Hofkirche), a Wettin-család kriptájában (Wettinergruft) nyugszik, férje, János király és húga, Mária Anna mellett.

### Utódainak későbbi sorsa
A gyermektelenül elhunyt I. Albert király trónját 1902-ben öccse, I. György király, Amália Auguszta legkisebbik fia örökölte. Őt 1902-ben fia, III. Frigyes Ágost király, Amália Auguszta 1865-ben megszületett unokája követte. Ő lett a Szász Királyság utolsó uralkodója.

## Külső hivatkozások
- Életrajzi, családi adatai (The Peerage).
- Életrajzi adatai (Geneanet.org).[halott link]
- Életrajzi adatai (Geneall.net)
- A Wittelbach-ház honlapja.
- A Wettinek családfája.

## Lásd még
- Szászország uralkodóinak listája
- A drezdai székesegyház Wettin-kriptája (német Wiki)